# فاک (فیلم)
فاک (به انگلیسی: Fuck) یک فیلم مستند آمریکایی به کارگردانی استیو اندرسون پیرامون واژهٔ «فاک» است.

## محتوا
این فیلم بر این باور است که کلمه بخش جدایی ناپذیر از مناظرات اجتماعی راجع به آزادی بیان و سانسور است.
آی او اسکات منتقد این فیلم، معتقد است که این مستند نبردیست بین طرفداران اخلاق و حامیان آزادی بیان.